# Llemosí (antiga regió administrativa francesa)
El Llemosí (en occità Lemosin i en francès Limousin) fou una de les 26 regions de França, que només coincideix parcialment amb la regió històrica del Llemosí. El 2016 fou fusionada a Nova Aquitània.

## Geografia
La regió del Llemosí limitava amb les regions del Centre - Vall del Loira, Alvèrnia, Migdia-Pirineus, l'Aquitània i Poitou-Charentes. Fou composta de 3 departaments: Corresa, Cruesa i Alta Viena.

## Història
El 2 de juny de 2014 François Hollande anuncià la fusió de la regió amb Poitou-Charentes i Centre, formant així una nova regió - Nova Aquitània.

## Política
El president del Consell Regional és el socialista Jean-Paul Denanot, que ocupa aquest càrrec des de les eleccions regionals de 2004, data en què va substituir al també socialista Robert Savy.
L'any 2004, l'esquerra francesa va obtenir en aquesta regió el seu millor resultat, un 62,02% dels vots emesos a la segona volta. Així mateix, la coalició formada pel Partit Socialista, el Partit Comunista Francès, Els Verds, el Partit Radical d'Esquerra i l'Alternativa per a la Democràcia i el Socialisme va aconseguir 31 dels 43 escons que componen el Consell Regional del Llemosí.
La coalició de dreta, formada per la UMP i la Unió per a la Democràcia Francesa, va obtenir el 37,98% dels vots i 12 escons.
El Front Nacional no va aconseguir cap escó al Consell Regional del Llemosí, ja que no va poder passar a la segona volta de les eleccions. La llista del Front Nacional va obtenir el 9,31% dels vots emesos en la primera volta, quan el mínim legal per a poder passar a la segona volta és del 10%. Això fa del Llemosí una de les poques regions de la França europea on la ultradreta no és present al Consell Regional.